# 第19回世界ジャンボリー
第19回世界ジャンボリー（だい19かいせかいジャンボリー、英語: 19th World Jamboree）は、1998年12月27日から1999年1月6日までの11日間、チリのピカルキン国立公園で開催された世界最大のボーイスカウトの祭典である。南アメリカで開催されたのはこれが初めてのことである。世界中から約 31,000 人のスカウトと指導者が集まった。

## テーマ
第19回世界ジャンボリーのテーマは「Building Peace Together（共に平和を築こう）」。

## 会場
会場面積は約30 km2 で、チリの首都サンティアゴから約60 km 南に位置するアンデスの丘が会場であった。